# Udu

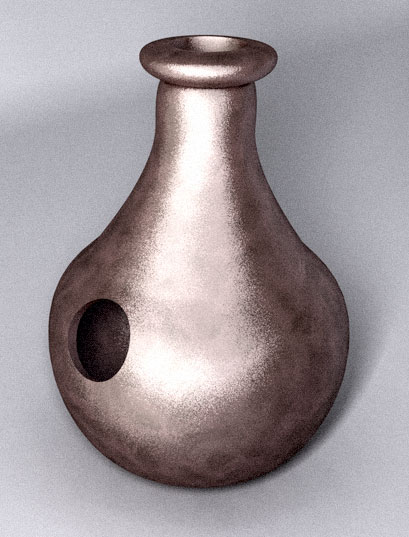
Typowe udu

Udu – afrykański instrument perkusyjny stworzony przez plemiona nigeryjskie. Należy do aerofonów oraz idiofonów.
Udu w języku plemion nigeryjskich oznacza pokój albo naczynie. Zazwyczaj wykonany z gliny lub kamienia, z jednym albo większą liczbą otworów, instrument był używany przez kobiety w celach rytualnych.
W chwili obecnej udu produkuje się prawie na całym świecie, pojawiają się poza tradycyjnymi glinianymi instrumentami wersje z kamienia, metalu czy tworzyw sztucznych.
Na instrumencie gra się dłoniami i palcami. Dźwięk basowy uzyskuje się poprzez uderzanie otwartą dłonią w jeden z otworów. Można dokonywać zmian wysokości dźwięku poprzez zmiany położenia drugiej ręki nad drugim otworem. Można również grać palcami na całym korpusie.
Dzisiaj instrument ten jest powszechnie używany przez perkusistów w różnych stylach muzycznych.